# Burg Velhartice
Die Burg Velhartice (deutsch Welhartitz) befindet sich östlich des Dorfes Velhartice auf einem Felssporn über der Ostružná im Okres Klatovy, Tschechien.

## Geschichte
Angelegt wurde die Burg im 14. Jahrhundert durch Graf Bohumil von Budětice, erweitert durch Bušek den Älteren sowie seinen Sohn Bušek den Jüngeren; die Herren von Welhartitz waren Kammerherren des Königs Karl IV. Im 15. Jahrhundert erbte das Adelsgeschlecht von Neuhaus die Burg; Meinhard von Neuhaus ließ sie nach den Hussitenkriegen zur Festung ausbauen und bewahrte die Böhmischen Kronjuwelen zeitweise dort auf.
1597 kaufte Wolf Gotthard Pergler von Perglas die Herrschaft. Sein Sohn verlor als Protestant nach der Schlacht am Weißen Berg seine Besitzungen. Danach gelangte die Burg an Baltasar von Marradas, der sie 1628 an den spanischen Oberst Martin de Hoeff Huerta veräußerte. Dieser ließ einen Teil der Verteidigungsanlagen im oberen Burghof abreißen und durch einen zweistöckigen Schlossbau im Renaissancestil mit Arkaden als Residenz für sich ersetzen ließ. Wegen der zwangsweisen Rekatholisierung war der neue Besitzer bei seinen Untertanen unbeliebt, und es ranken sich zahlreiche Legenden um seine Person, beispielsweise über einen versteckten Schatz. Ein solcher wurde jedoch nie gefunden.
Nach Huertas Tod wechselten die Besitzer häufig und verfielen Teile der Anlage zur Ruine. Im Huerta-Schloss wohnte bis 1946 als letzter privater Besitzer der Jurist Josef  Windisch-Grätz. Nach der Enteignung diente die Anlage wechselnden öffentlichen Zwecken.
Nach gründlichen Restaurierungsarbeiten ist die Burg heute wieder öffentlich zugänglich und im Rahmen von Führungen zu besichtigen.

## Burganlage

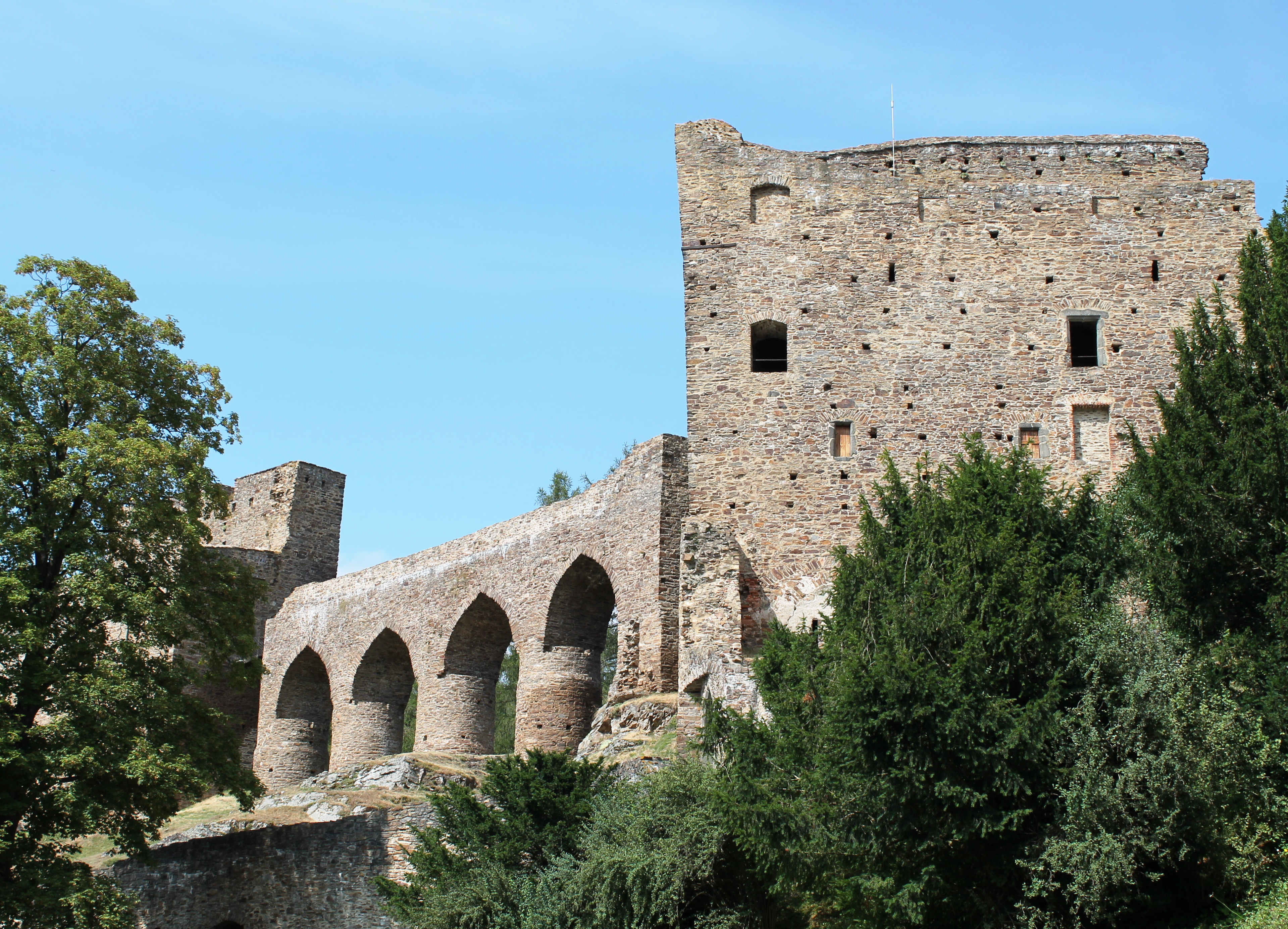
Ensemble „Butte“ (links) – Brücke – „Paradies-Haus“ (rechts)

Ältester Teil der Burg ist der südliche gotische Palas, der auf Bohumil von Budětice zurückgeht. Im 19. Jahrhundert war seine Bausubstanz so beschädigt, dass Teile des Baus einstürzten und erneuert werden mussten.
Unter Vater und Sohn Bušek entstanden im 14. Jahrhundert der Palas Rajský dům (Paradies-Haus) sowie der nach Art eines Donjon gebaute Turm (später nach seiner Form Putna – Butte – genannt), die sowohl einen Wohn- wie auch Verteidigungscharakter hatten. Beide Burgteile sind mit einer steinernen Brücke mit großen Arkadenbögen verbunden, die 10 m hoch und 32 m lang ist und in dieser Dimension einmalig im europäischen Burgenbau.
Von den Neuhaus-Verteidigungsanlagen des 15. Jahrhunderts stehen im Wesentlichen noch die Torwächterstube (heute Eingangskasse und Souvenirshop), Bollwerke, Mauern und Schanzen mit Schießscharten am unteren Burghof.
Ebenfalls aus dem 15. Jahrhundert stammen die Wirtschaftsgebäude im unteren Burghof. Erhalten ist nur die Brauerei, ein Doppelgiebelbau  über gewölbten Kellern. Von einer Schnapsbrennerei stehen nur noch Grundmauern.

## Huerta-Schlossflügel

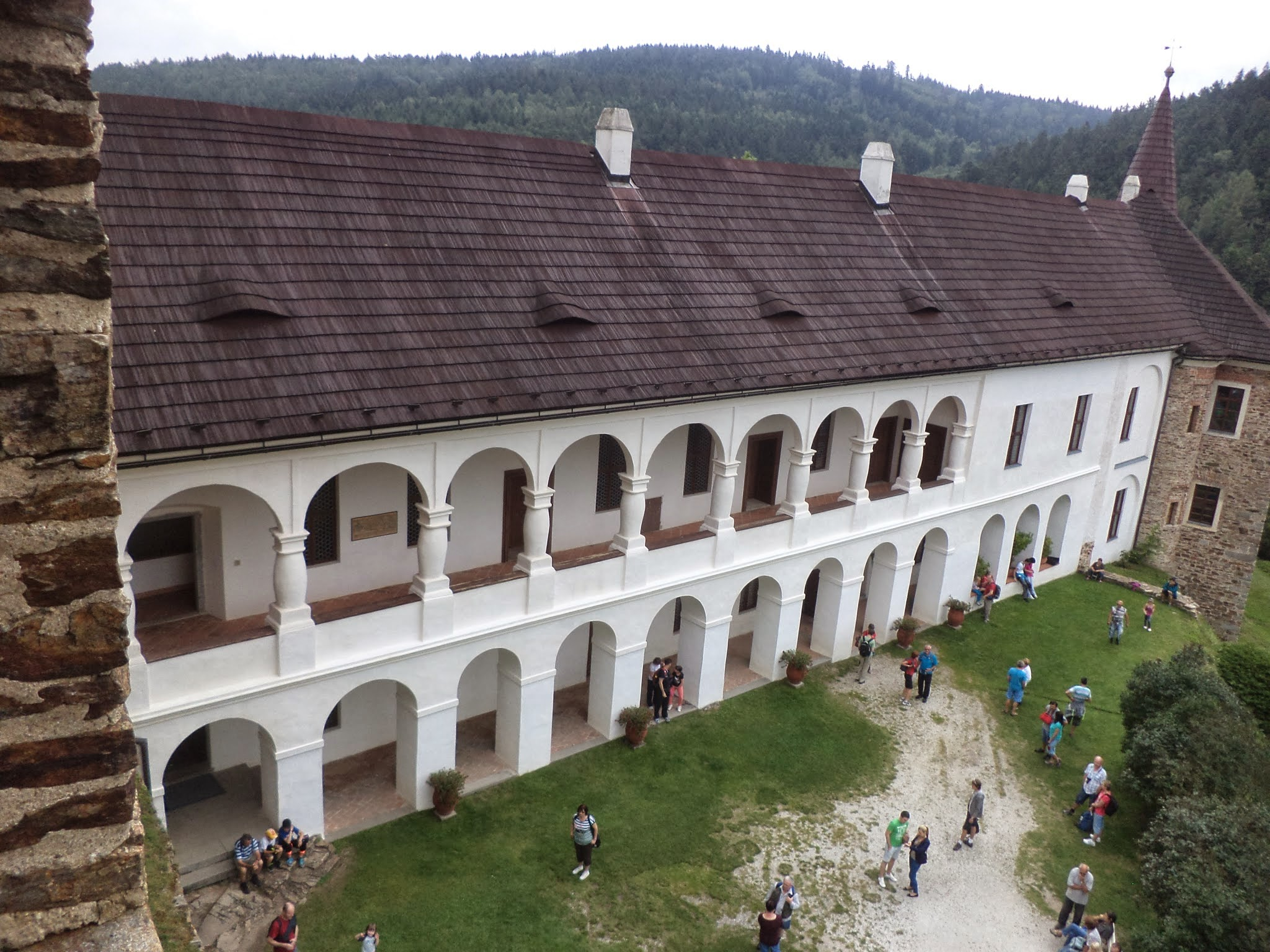
Huerta-Schlossflügel

Der Huerta-Schlossflügel ist heute als Museum ausgebaut. Die originäre Inneneinrichtung ist verloren, da der letzte Privatbesitzer sie bei der Enteignung 1946 nach Österreich mitgenommen hat. Das nur mit Führung zugängliche Museum zeigt eine charakteristische rekonstruierte Einrichtung des 17. Jahrhunderts, im Wesentlichen bestehend aus
- Familiensalon mit französischen oder belgischen Tapisserien, Clavichord und Kachelofen,
- Schlafzimmer mit Himmelbett und Schmuckschrank,
- Kammer des Kindermädchens mit Wiege, Spielzeug und Bett,
- Speisesaal mit Zinngeschirr, Glas und Porzellan, Truhe mit Bibel, großem Kachelofen, Schalmei zur Unterhaltung bei Tisch,
- Spielsalon mit Schachspiel, Dame und Mühle; massive gedrechselte Schränke,
- Rittersaal mit zahlreichen Musikinstrumenten (Schalmei, Fidel, Laute, Harfe), Truhen mit Zinngeschirr, Kachelofen mit plastischem Dekor sowie
- Jagdsalon mit Jagdtrophäen, Bildern mit Jagdszenen und Horn. Ein Wappen trägt die ehemalige deutsche Bezeichnung Gut Welhartitz.

## Umgebung
Die Burg liegt auf 615 m Höhe im Böhmerwald-Vorland. Von der Aussichtsterrasse der Burg hinter dem Südpalast sowie von der Brücke bieten sich Ausblicke in die Wälder dieses Hügellands.

## Galerie

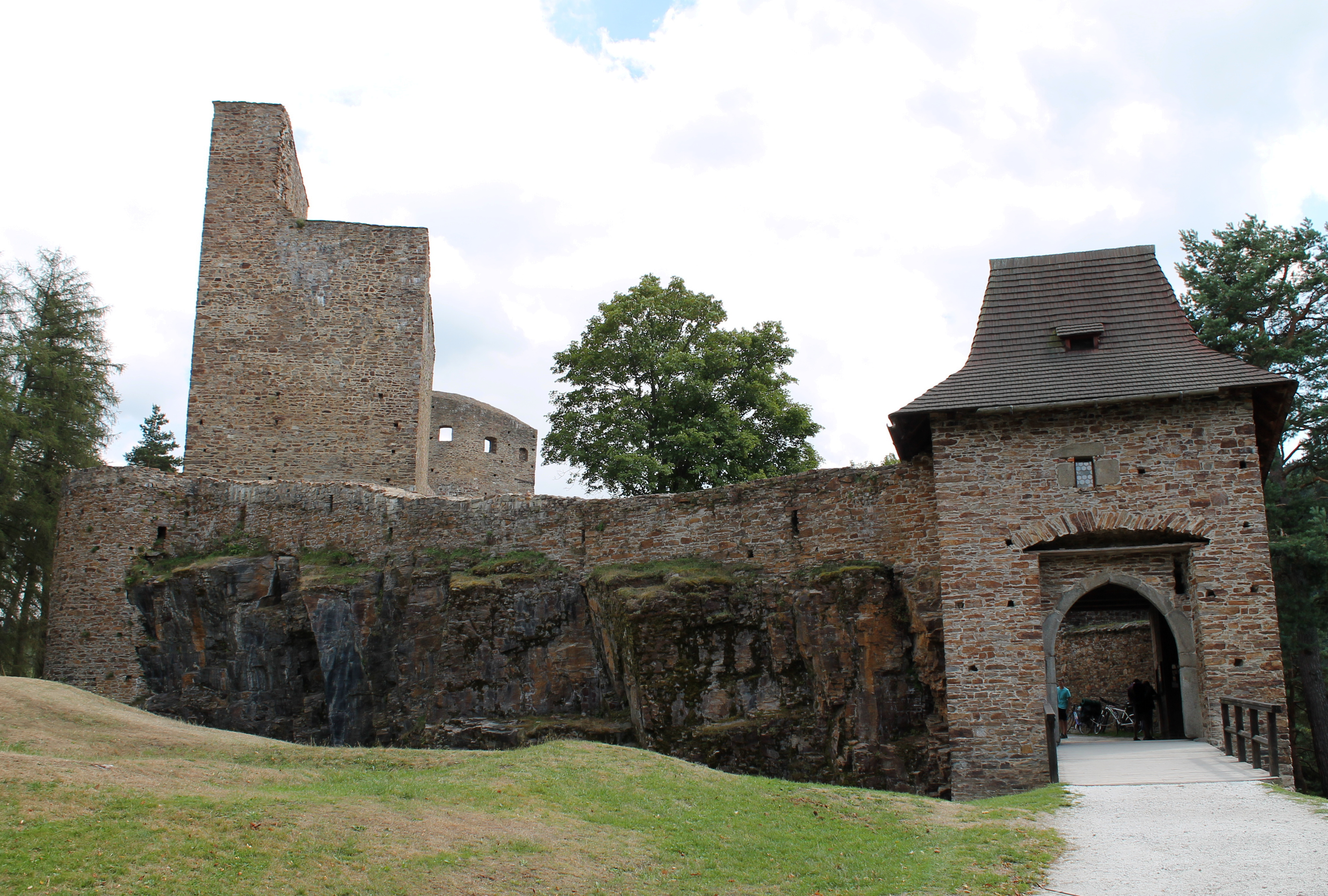
Eingangstor
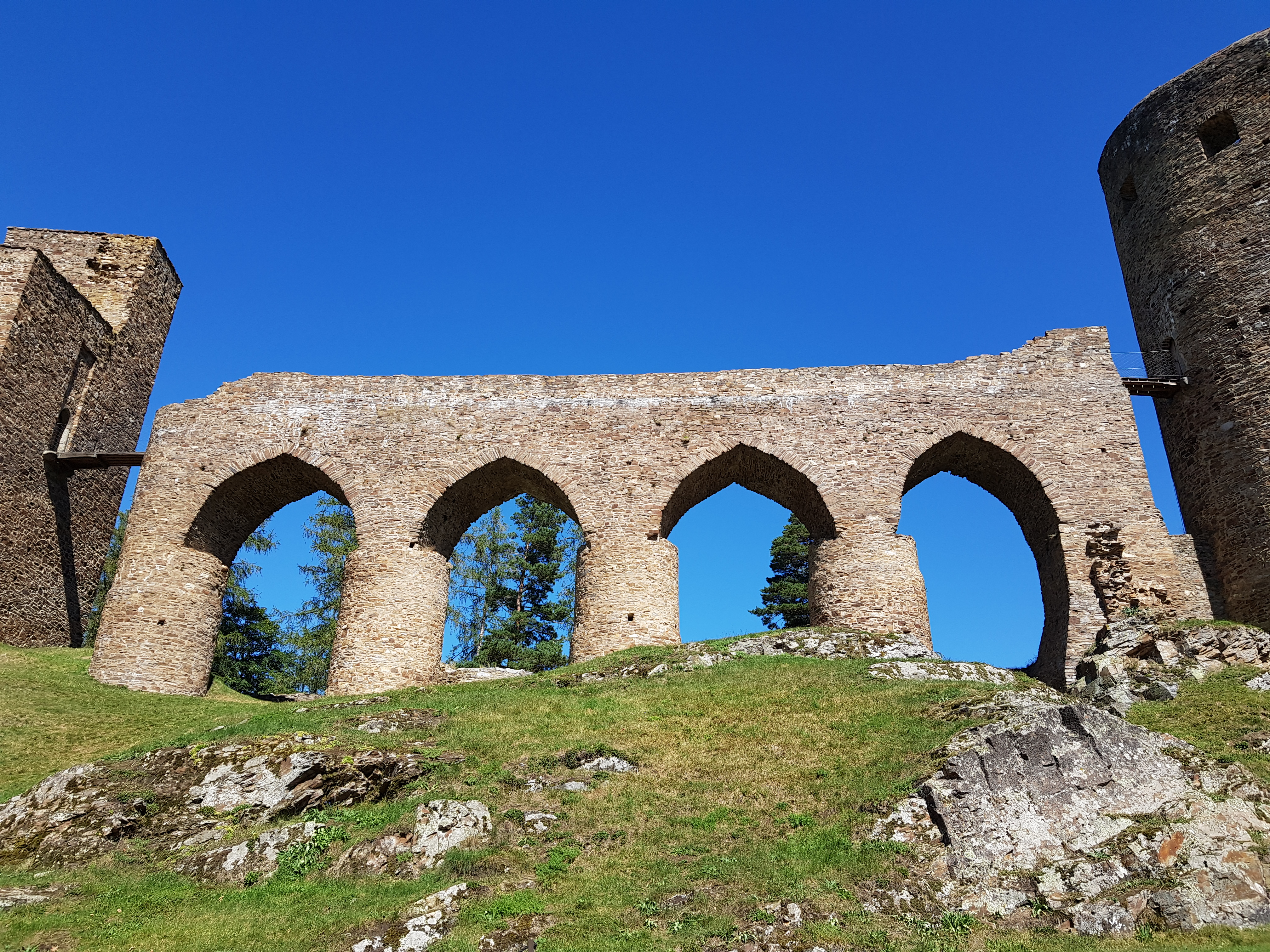
Große Brücke
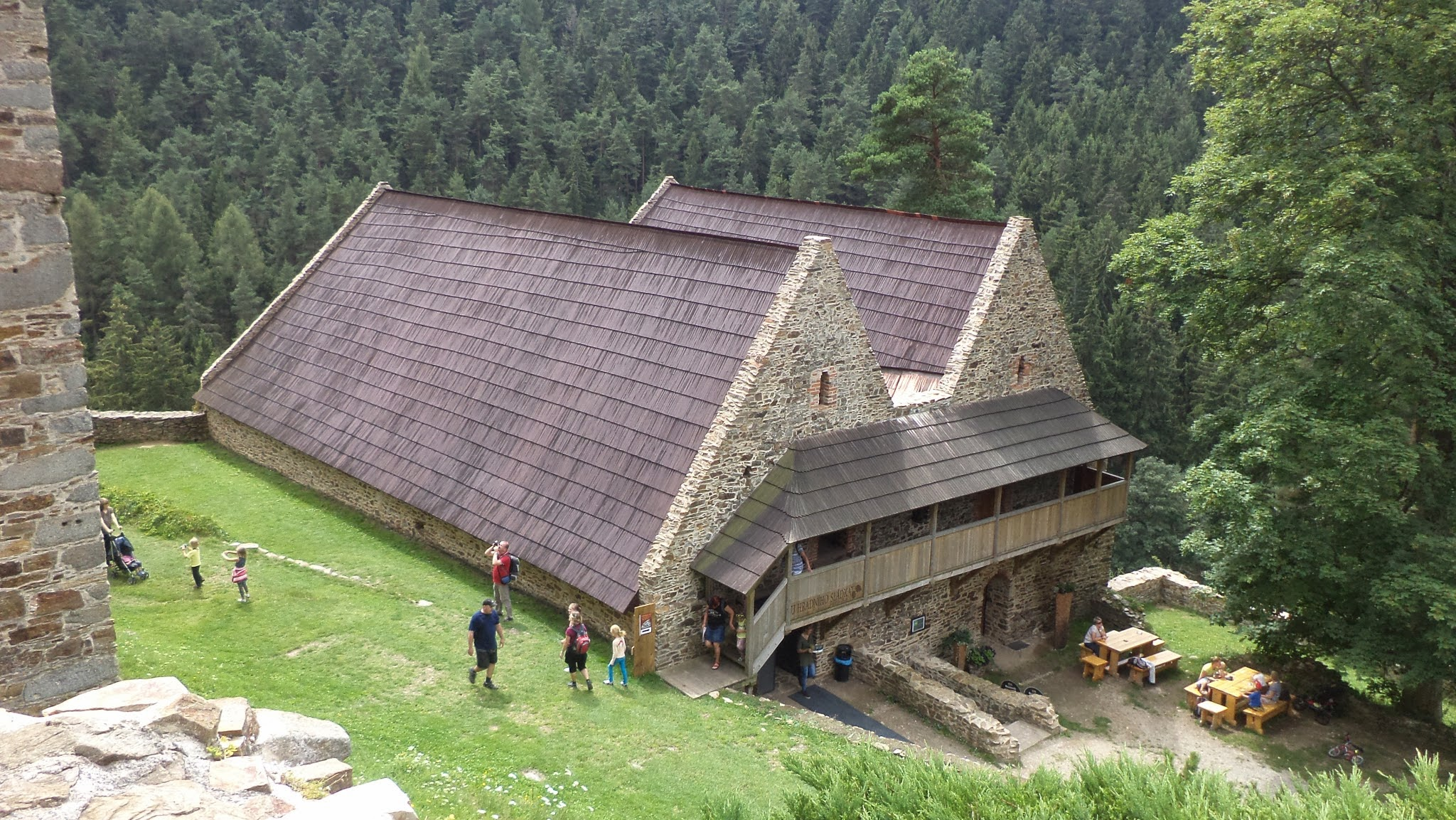
Brauerei